# Kopaonik
Kopaonik (en serbio: Kopaonik, cirílico: Копаоник) es una de las principales cadenas montañosas de Serbia, situada en la parte central del país. Su punto más alto, el Pico Pančić, se eleva a 2017 m s. n. m.
Una parte de la cordillera, de 118,1 km², fue declarada parque nacional en 1981. Es, además, el principal centro de deportes de invierno de Serbia, disponiendo de importantes infraestructuras hosteleras y para la práctica del esquí.

## Historia
Kopaonik dispone de un rico patrimonio histórico. La zona fue un importante centro minero en la época medieval, cuando muchos sajones se emplearon en la zona como mineros. En esa época hubo un intenso comercio con Ragusa (Dubrovnik). 
Además, existen en sus inmediaciones antiguas iglesias, monasterios medievales y fortalezas premedievales, como el castillo medieval de Maglič y el monasterio de Studenica.

## Turismo
Los deportes de invierno y la industria del recreo son factores clave para el turismo en Kopaonik. Es principalmente un destino para los practicantes de esquí y snowboard. Cuenta con 24 remontes y góndolas, y 70 km de pistas de esquí para todas las categorías.
También se pueden practicar otras actividades no invernales, como tenis, escalada, ráfting, parapente y senderismo. Otras características que atraen a los turistas son sus infraestructuras hoteleras y de entretenimiento: cafés, clubes, bares, restaurantes, tiendas y casino. 
Kopaonik está bien conectado con las principales rutas de transporte de Serbia. La parte central de Kopaonik, donde se encuentran el centro turístico y las pistas de esquí, está con la carretera del Ibar, y el aeropuerto internacional más cercano, el Aeropuerto de Niš, a 120 km.

## Parque nacional
Kopaonik fue declarado parque nacional en 1981. Los bosques caducifolios y autóctonos de coníferas constituyen la mayor parte de las zonas boscosas del parque. En Kopaonik también se encuentra gran variedad de aves, como la perdiz griega, el autillo, el alcaudón dorsirrojo y la totovía. La erosión del suelo no representa ninguna amenaza ya que no se permite la tala de árboles en el parque.